# おおたか (駆潜艇)
おおたか（ローマ字：JDS Otaka, PC-310、ASU-88）は、海上自衛隊の駆潜艇。うみたか型駆潜艇の2番艇。艇名はオオタカに由来する。よしきり型掃海船「おおたか」に次いで日本の艦艇としては2代目。

## 艦歴
「おおたか」は、昭和32年度計画甲型駆潜艇3010号艇として、呉造船所で1959年3月18日に起工され、1959年9月3日に進水、1960年1月14日に就役し、大湊地方隊に編入された。
1960年3月1日、大湊地方隊隷下に第3駆潜隊が新編され「かもめ」、「みさご」、「うみたか」とともに編入された。
1961年10月1日、第3駆潜隊が隊番号交換により第5駆潜隊に改称。
1981年3月27日、特務艇に種別変更され船籍番号がASU-88となり、大湊地方隊直轄艇となる。
1985年2月20日、除籍。